# تيموثي داولنغ
تيموثي داولنغ (بالإنجليزية: Timothy Dowling)‏ ممثل وكاتب سيناريوهات ولد في 26 أكتوبر 1973 في بوسطن - ماساتشوستس - الولايات المتحدة الأمريكية.

وقد كانت بدايته كممثل عام 1997 في مسلسل (خطوة بخطوة)، بينما كان الفيلم القصير (جحيم الشيطان) عام 1999 هو أول مؤلفاته، ويعد فيلم (هذا معناه حرب) عام 2012 هو أبرز أعماله.

## روابط خارجية
- تيموثي داولنغ على موقع IMDb (الإنجليزية)
- تيموثي داولنغ على موقع ألو سيني (الفرنسية)
- تيموثي داولنغ على موقع أول موفي (الإنجليزية)
- تيموثي داولنغ على موقع قاعدة بيانات الأفلام السويدية (السويدية)
- تيموثي داولنغ على موقع قاعدة بيانات الفيلم (الإنجليزية)
- تيموثي داولنغ على موقع كينوبويسك (الروسية)